# L'Épée de Shannara
Vous lisez un « bon article » labellisé en 2022.
L'Épée de Shannara ou Le Glaive de Shannara (titre original : The Sword of Shannara) est un roman de fantaisie écrit par Terry Brooks et édité en 1977. Brooks, influencé par J. R. R. Tolkien et les romans d'aventure, commence la rédaction du livre en 1967 et l'achève sept ans plus tard. Il est publié chez Ballantine Books par l'éditeur Lester del Rey et inaugure une nouvelle collection de livres de fantaisie.
L'Épée de Shannara se déroule dans l'univers des Quatre Terres et se compose de deux intrigues principales. L'une suit les aventures du héros Shea Ohmsford, dans sa quête de l'Épée de Shannara, avec laquelle il doit affronter le Roi Sorcier. L'autre retrace les efforts du prince Balinor Buckhannah pour chasser du trône de Callahorn son frère qui en a usurpé le pouvoir, alors même que Callahorn est attaquée par les armées du Roi Sorcier.
Le livre évoque les thèmes de l'héroïsme ordinaire dans un monde post-nucléaire où la magie a succédé à la science. Il met également l'accent sur le respect de l'environnement. Cependant, les critiques y voient surtout une imitation du Seigneur des anneaux de  Tolkien. Certains accusent Brooks d'avoir repris la totalité de l'intrigue et un bon nombre des personnages du roman de Tolkien, tandis que d'autres, plus indulgents, admettent que tous les jeunes écrivains se placent nécessairement dans le sillage de leurs prédécesseurs.
Succès de librairie, L'Épée de Shannara est le premier livre de littérature de l'imaginaire à apparaître dans la liste des meilleures ventes de livres du New York Times. Cette réussite entraîne une explosion commerciale du genre. Elle permet également à Brooks de vivre de son art et de donner deux suites directes à son roman puis une saga littéraire se déroulant dans le monde de Shannara.

## Création

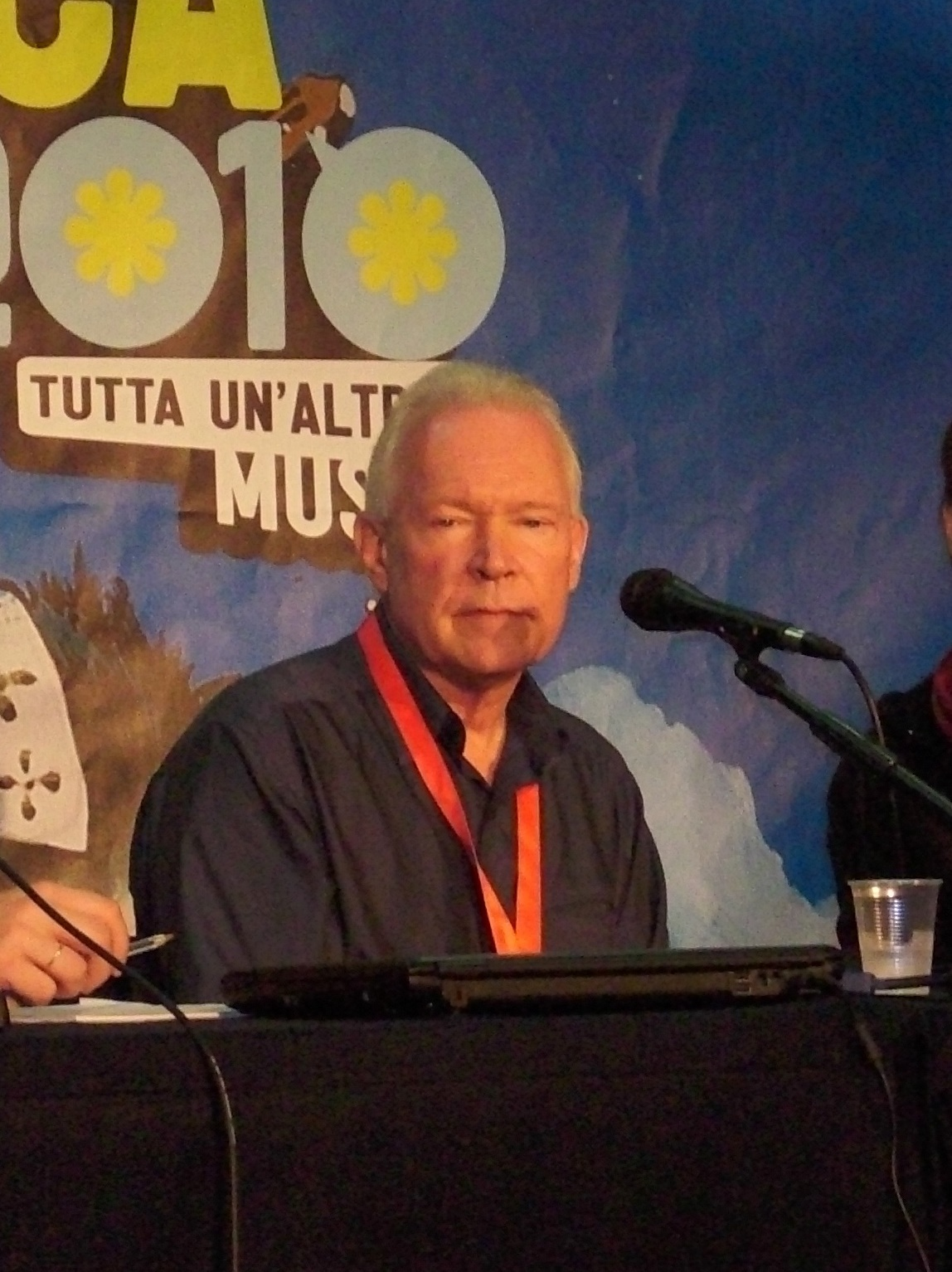
Terry Brooks en 2010.

Terry Brooks se lance dans l'écriture très jeune. Il lit beaucoup et essaye d'écrire comme les romanciers qu'il découvre. Il est à la recherche d'un format dans lequel mettre en scène une histoire d'aventure dans la veine d’Ivanhoé de Walter Scott, des Trois Mousquetaires et du Comte de Monte-Cristo d'Alexandre Dumas, de L'Île au trésor de Robert Louis Stevenson ou de La Compagnie blanche d'Arthur Conan Doyle,,. En 1962, il commence ses études supérieures au Hamilton College à Clinton dans l'État de New York,. Il découvre alors Thomas Hardy, Herman Melville, Joseph Conrad et surtout William Faulkner,.
En 1965, sa petite amie de l'époque lui offre un exemplaire du Seigneur des anneaux,. Le culte autour de l’œuvre de J. R. R. Tolkien bat alors son plein dans les universités américaines car la trilogie est publiée cette année-là pour la première fois en un seul volume. Cette lecture change la vie de Terry Brooks. Il découvre la fantaisie et comprend que c'est le style de littérature qui lui correspond le plus. Il veut mettre « en scène mon histoire dans un monde imaginaire, un monde immense, tentaculaire, fabuleux, comme celui de Tolkien, plein d'une magie qui a remplacé la science et de races qui ont évolué à partir de l'homme. Mais je n'étais pas Tolkien et je ne partageais pas sa formation universitaire ou son intérêt pour l'étude culturelle. Ainsi supprimerais-je la poésie et les chansons, les digressions sur les us et coutumes des types de personnages, et les appendices sur les langues et les événements précédant l'époque du récit, qui caractérisent et imprègnent l'œuvre de Tolkien. J'écrirais le genre d'histoire d'aventures simple et directe qui démarre en trombe, prend de la vitesse au fur et à mesure, et vous pousse à tourner les pages jusqu'à la dernière »,.
L'année suivante, en 1966, il y obtient un Bachelor of Arts,. Il entre ensuite à l'université Washington et Lee à Lexington en Virginie,,. En 1967, s'ennuyant dans cette université de droit, Brooks se remet à l'écriture d'un texte où il mélange Tolkien à Faulkner en reprenant des personnages et des intrigues de plusieurs écrivains de récits d'aventures européens. En 1969, il décroche un Juris Doctor et devient avocat à Sterling dans l'Illinois,,.
Il effectue son travail d'avocat le jour et se concentre sur la rédaction de son roman la nuit. Début 1974, après sept ans de travail avec des pauses dont une de plus d'un an, il met un point final à son récit qu'il nomme L'Épée de Shannara,. Il ne l'a alors montré à personne. Brooks envoie cependant ce manuscrit à Daw Books, une nouvelle maison d'édition spécialisée dans la science-fiction et la fantasy,. Quelques mois plus tard, l'éditeur Donald A. Wollheim lui répond par la négative. Bien qu'appréciant le récit, il pense qu'il est trop risqué à publier. Il suggère cependant à Brooks d'envoyer le manuscrit chez l'éditeur de Tolkien, Ballantine, où le rédacteur en chef Lester del Rey, un auteur et critique réputé, recherche justement une épopée pour lancer une nouvelle collection de fantaisie,. Non-conformiste, del Rey ne pense pas comme les autres éditeurs de l'époque qui ont peur de publier de la fantaisie. Ils ne veulent pas avoir à souffrir de la comparaison avec Tolkien. L'industrie du livre croit également que la fantaisie ne se vendra pas. Selon Brooks, del Rey, au contraire, « est convaincu qu'elle se vendra aussi bien que n'importe quelle catégorie de fiction si elle est commercialisée et distribuée correctement »,. L'éditeur voit dans le manuscrit de Brooks, le meilleur récit de fantaisie depuis Tolkien. Brooks se trouve au bon endroit au bon moment. L'auteur indique que c'est « de la Chance avec un C majuscule ».

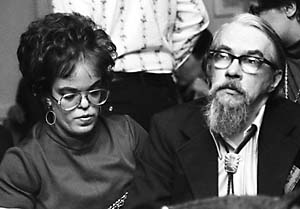
Judy-Lynn et Lester del Rey en 1974.

En novembre 1974, Del Rey envoie une lettre à Brooks où il lui écrit la phrase suivante : « Laissez-moi vous dire en tout premier lieu que je considère votre manuscrit comme pouvant devenir le meilleur roman de fantaisie épique depuis Le Seigneur des Anneaux de J. R. R. Tolkien ». Del Rey renvoie ensuite une seconde lettre où il explique au jeune auteur ce qu'il a à faire dans l'optique des réécritures. Brooks passe ensuite toute l'année 1975 à travailler avec del Rey pour améliorer le roman. Dans la première version la plupart des personnages principaux mouraient à la fin. Mais del Rey conseille à Brooks de changer cela car les lecteurs « ne supporteraient pas de voir autant de personnages tués ».
Comme Ballantine ne publie que des livres de poche, del Rey et son épouse Judy-Lynn, elle-même éditrice des romans de science-fiction chez Ballantine, décident de trouver un autre éditeur de roman grand format. Durant un an Judy-Lynn rencontre de nombreux commerciaux, libraires et personnes des médias pour évoquer l'importance du futur livre. Bien que certains apprécient le manuscrit, personne ne semble souhaiter investir dans sa sortie. Pour mettre en avant le roman, les deux éditeurs décident d'y ajouter des illustrations. Ils choisissent pour ce travail les frères Hildebrandt car ils ont auparavant livré des illustrations pour les œuvres de Tolkien. En plus de la couverture, ils réalisent une page centrale dépliante en couleur et huit peintures en noir et blanc,,. Avec ce nouveau complément, les époux del Rey convainquent la maison mère de Ballantine, Random House, de sortir simultanément à leur édition en poche, une édition grand format dans un tirage limité,. En plus de sortir un grand nombre d'exemplaires du livre, Lester del Rey lance une campagne publicitaire, convainc les libraires de stocker une grande quantité du livre et imprime même des affiches et des livrets de présentation.
L'Épée de Shannara paraît donc chez les deux maisons d'édition en avril 1977 et remporte le succès escompté par le couple d'éditeurs,,. Lester del Rey ne croyant pas aux tournées ou aux apparitions publiques pour un écrivain publié pour la première fois, Terry Brooks ne fait presque pas de séances de dédicaces. Pour l'éditeur, « les auteurs qui n'ont écrit qu'un seul livre doivent rester à la maison et se concentrer sur l'écriture du second ».
En 1978, le livre est traduit en allemand, en néerlandais et en italien. La première traduction française par Bernadette Emerich est publiée chez J'ai Lu en 1992 sous le titre Le Glaive de Shannara. Une seconde est réalisée par Rosalie Guillaume pour Bragelonne en 2002 sous le titre L'Épée de Shannara. Cette nouvelle traduction est beaucoup plus proche du texte d’origine que la précédente version.

## Description

### Toile de fond
Deux mille ans avant les événements de L'Épée de Shannara, les « Grandes Guerres » mettent fin à l'hégémonie de l'homme sur la Terre,,. L'humanité réduite de 90 % se retire alors dans le sud tandis que d'autres espèces apparaissent : les nains à l'est, les gnomes dans les collines du nord-est, les trolls au nord et les elfes à l'ouest. Du fait de cette répartition, les territoires encore connus qui correspondent au Nord-Ouest des États-Unis sont dénommés les Quatre Terres,,,.
Mille ans plus tard, un elfe nommé Galaphile réunit à la citadelle de Paranor tous les individus possédant encore des connaissances de l'ancien monde. Ils prennent le nom de « conseil des druides ». Cent cinquante ans plus tard, un druide renégat nommé Brona quitte Paranor avec quelques fidèles,. Il convainc les hommes d'attaquer les autres races, déclenchant ainsi la « Première Guerre des races ». D'abord victorieux, Brona finit par être vaincu par le conseil. Trois cent cinquante ans après, Brona réapparaît sous le nom de Roi Sorcier de la montagne du Crâne et ses compagnons druides deviennent les Porteurs de Crâne. Il a cette fois-ci le soutien des gnomes et des trolls. La « Deuxième Guerre des races », relatée dans la préquelle Le Premier Roi de Shannara (1996), débute par la destruction de l'ordre des druides puis la défaite des nains du roi Raybur,. Un druide survivant, Bremen, forge une épée magique destinée à détruire le Roi Sorcier. Il l'offre au nouveau roi des elfes Jerle Shannara. Ce talisman magique est alors appelé « Épée de Shannara ». L'armée des elfes finit par remporter la guerre même si Jerle ne parvient pas à anéantir totalement la magie du Roi Sorcier,.

### Résumé
Le roman débute cinq cents ans après la « Deuxième Guerre des races » à Valombre, dans les Terres du Sud, lorsqu'un mystérieux individu arrive à l'auberge de la famille Ohmsford. Il s'agit d'Allanon, le dernier des druides. Il est venu prévenir Shea, un semi-elfe adopté enfant par les Ohmsford, que le Roi Sorcier est revenu dans son Royaume du Crâne. Et, comme Shea est le dernier descendant de Jerle Shannara, il est donc le seul à pouvoir manier l'Épée de Shannara contre lui.

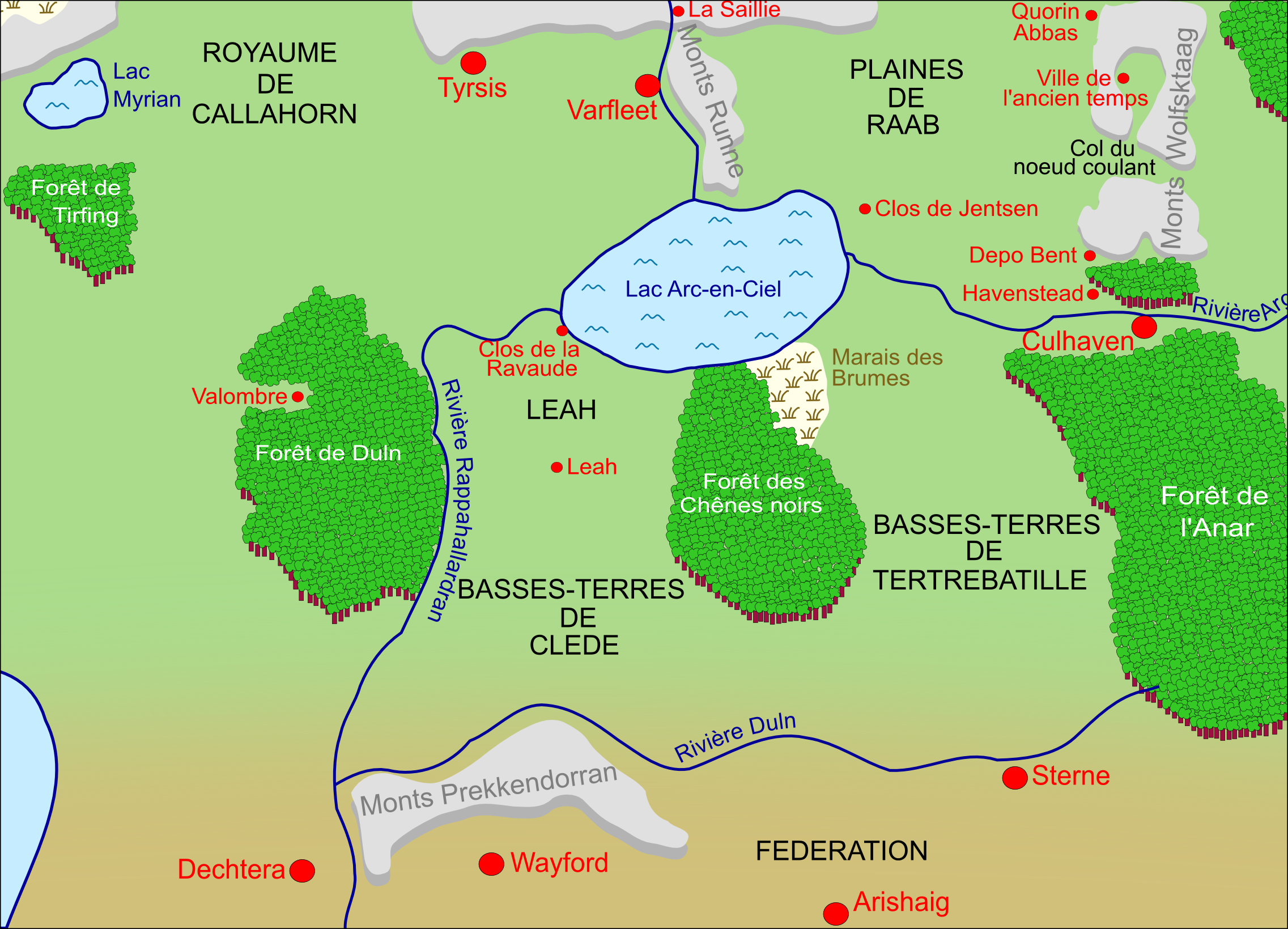
Carte des terres du Sud.

Allanon quitte l'auberge en laissant trois pierres bleues à Shea pour le protéger. Deux semaines plus tard, Balinor fils du roi Ruhl Buckhannah de Callahorn arrive à Valombre. Il apprend à Shea que les sbires de Brona sont sur sa piste. Shea s'enfuit alors avec son frère adoptif Flick et s'aperçoit bien vite qu'il est traqué par un Porteur de Crâne, un serviteur de Brona. Arrivés à la ville voisine de Leah, ils retrouvent un ami de Shea : Menion, le fils du seigneur de la cité. Celui-ci décide de les accompagner, et tous trois se rendent à Culhaven auprès d'Allanon en traversant les basses-terres de Clede, la forêt des chênes noirs, le marais des brumes puis la rivière argentée.
À Culhaven, les fuyards retrouvent Allanon et Balinor. Le druide réunit un conseil pour étudier la menace posée par le Roi Sorcier. Ce conseil décide d'envoyer un petit groupe à Paranor afin d'y récupérer l'Épée de Shannara, la seule arme pouvant tuer le Roi Sorcier. Ce groupe est composé d'Allanon, Shea, Flick, Balinor et Menion, ainsi que des frères Dayel et Durin cousins du roi des elfes Eventine et du nain Hendel.
La compagnie traverse les monts Wolfsktaag où ils découvrent une ville antérieure aux « Grandes Guerres ». Là, ils sont attaqués par un monstre qui empoisonne Flick et Shea en les touchant. Les autres membres du groupe parviennent à repousser la bête puis fabriquent des litières pour transporter leurs compagnons. Après avoir franchi le col de Jade, les aventuriers se rendent à Storland, où Shea et Flick sont soignés par des gnomes guérisseurs. Une fois les Valombriens guéris, la troupe traverse la plaine de Rabb puis franchit les Dents du Dragon par le passage souterrain dénommé Salle des Rois. En route, ils sont attaqués par un serpent géant et dans la panique Shea tombe d'une falaise dans une rivière. Ses compagnons réussissent eux à atteindre Paranor, mais sont attendus par un Porteur de Crâne. Allanon parvient à l'éliminer mais découvre que l'épée n'est plus en ce lieu. Le groupe se sépare alors. Certains vont mobiliser des armées pour la guerre qui s'annonce, tandis que d'autres partent à la recherche de Shea.

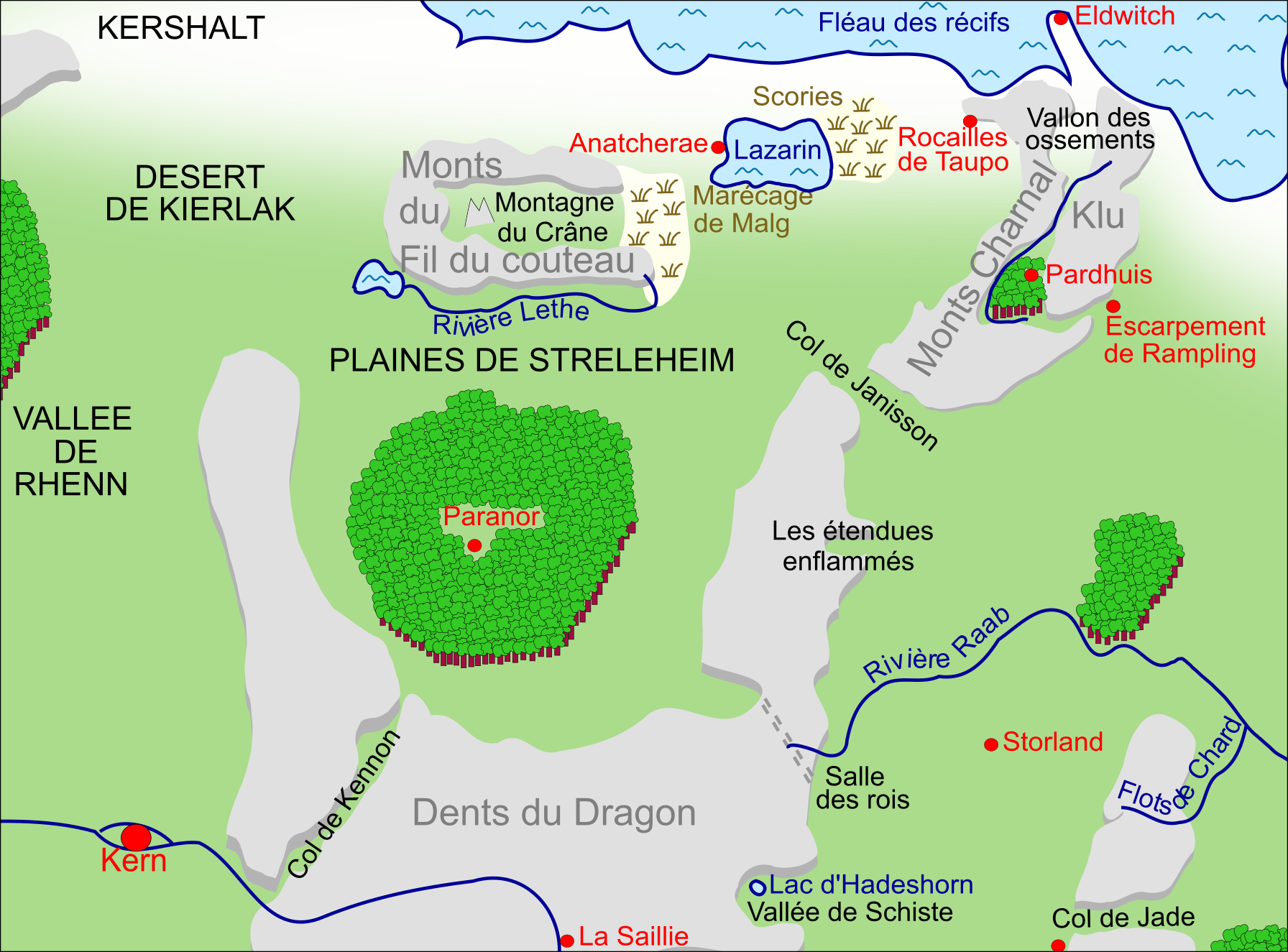
Carte des terres du Nord.

Sitôt sorti de la rivière où il est tombé, Shea est capturé par des gnomes qui l'entraînent dans le nord. Un soir, le groupe est neutralisé par le voleur manchot Panamon Creel et son compagnon, un troll muet du nom de Keltset Mallicos. Une fois délivré, Shea persuade ses sauveurs de l'accompagner jusqu'aux abords de Paranor. Ils traversent alors les plaines de Streleheim où ils découvrent un champ de bataille qui a opposé l'armée des elfes à celle des trolls et des gnomes. Plus tard, Keltset capture un déserteur gnome du nom d'Orl Fane qui fuit avec l'Épée de Shannara. Mais, à la nuit tombée, le déserteur leur fausse compagnie. Shea et ses compagnons se lancent à sa poursuite et entrent dans le royaume du Crâne.
Allanon, Menion et Flick découvrent à leur tour les restes de la bataille. Ils suivent ensuite les traces laissées par l'armée des gnomes et des trolls et découvre leur campement plus au sud. Menion s'en va alors prévenir la ville voisine de Kern du danger qui la menace. En chemin, il délivre une femme nommée Shirl Ravenlock d'un groupe de trolls. Celle-ci est une descendante de la première dynastie ayant régné sur le royaume de Callahorn. Arrivés à Kern, ils organisent l'évacuation avant que l'armée du nord n'atteigne la ville. Pendant ce temps, déguisé par Allanon, Flick s'infiltre dans le camp ennemi et en délivre le roi des Elfes, Eventine Elessedil.
Balinor rentre avec ses compagnons à la capitale de Callahorn pour rassembler les troupes du royaume. À peine arrivé, il est jeté en prison sur ordre de son frère aîné qui vient de s'emparer de la réalité du pouvoir. Son conseiller, le traître Stenmin, a provoqué sa déraison en empoisonnant sa nourriture, faisant de lui sa marionnette. Arrivés avec les réfugiés de Kern, Menion et Shirl sont accueillis par Palance qui veut faire de la jeune femme son épouse. Mais tombée amoureuse de Menion, Shirl refuse. À la nuit tombée, Stenmin tente d'assassiner le prince de Leah. Mais Menion se réveille à temps et maîtrise son assaillant. Il le pousse ensuite à délivrer ses compagnons et informe Palance que Stenmin est un traître. Encerclé, Stenmin poignarde mortellement Palance pour faire diversion et s'enfuit. Balinor découvre ensuite que son père le roi Ruhl est décédé depuis quelques jours. Il se fait alors proclamer roi de Callahorn et mobilise ses troupes. L'attaque se déroule pendant que l'armée du Roi Sorcier traverse la rivière Mermidon. Mais malgré le courage des troupes de Callahorn, l'ennemi repousse ses assaillants. Balinor est contraint de retourner à Tyrsis qui est très vite mis en état de siège par l'ennemi.
Bien vite, la muraille extérieure puis le premier rempart de la ville tombent. Hendel et Menion découvrent alors que Stenmin utilise un passage souterrain pour introduire des troupes ennemies en ville. Ils parviennent à tuer les intrus et à refermer le passage au prix de la vie d'Hendel. Menion fou de rage exécute Stenmin. Malgré cela la situation reste encore critique et la ville est prête à tomber. Cependant l'arrivée de la cavalerie elfique menée là par Flick redonne espoir aux défenseurs.
Shea et ses compagnons s'infiltrent dans la forteresse du Roi Sorcier, dans la Montagne du Crâne. Il découvrent Orl Fane dans une geôle et s'emparent de l'Épée de Shannara. Shea comprend le vrai pouvoir de l'artéfact : ceux qu'elle touche sont confrontés à la vérité sur leur vie. Devenu fou, Orn Fane se jette sur lui  mais Shea parvient à le tuer. Le Roi Sorcier apparaît alors et tente de détruire Shea. S'il est immunisé contre les armes physiques, le Roi Sorcier subit le pouvoir de l'Épée, et se voit forcé d'affronter la vérité : il s'est menti à lui-même pendant des siècles en croyant qu'il était immortel, mais cela est impossible. Confronté à ce paradoxe, il est anéanti.
Sans son maître, la Montagne du Crâne tombe en morceau. Keltset se sacrifie pour permettre à ses compagnons d'échapper à l'éboulement. A Tyrsis, les deux Porteurs de Crâne qui accompagnent l'armée du nord s'embrasent ce qui met fin aux combats. Allanon retrouve ensuite Shea dans le nord et lui avoue qu'il est le fils de Bremen et donc âgé de plusieurs siècles. En effet, les druides ont trouvé une manière de prolonger leur longévité. Amené à Tyrsis, Shea retrouve ses compagnons alors que la paix revient dans les Quatre Terres. Balinor gouverne son royaume, Dayel et Durin retournent dans l'ouest, et Menion revient à Leah avec Shirl. Réunis, les frères Shea et Flick rentrent à Valombre.

## Univers

### Personnages principaux
- Shea Ohmsford est le fils d'un elfe et d'une humaine. Son père meurt peu après sa naissance. Cinq ans avant le début du roman, sa mère se voyant mourante retourne avec lui à Valombre, son hameau d'origine. Shea est ensuite adopté par Curzad Ohmsford, un cousin éloigné de sa mère et veuf depuis un an[a 1]. Il est blond et a les oreilles légèrement pointues[a 3].
- Flick Ohmsford est le frère adoptif de Shea. Il est grand, a les cheveux bruns grisonnants et parait plus vieux que son âge[a 3].
- Menion Leah est le prince héritier de la principauté de Leah. Il est l'ami de Shea Ohmsford. Il a une belle carrure, de longs bras et une silhouette nerveuse et élancée[a 6].
- Balinor Buckhannah est le fils cadet du roi Ruhl de Callahorn. Il est grand, robuste et a une cicatrice qui lui zèbre la joue gauche[a 4].
- Allanon est le dernier des druides de Paranor. Il est très grand et mince. Il a un visage long et ridé, un long nez épaté, un collier de barbe, des grandes lèvres minces et des cheveux noirs tombant à mi-épaules[a 3].
- Hendel est un nain de la ville de Culhaven. Il est puissamment bâti[a 8].
- Durin et Dayel sont des frères elfes, cousins du roi des elfes Eventine. Durin est l'aîné. Il est calme et inspire la confiance. Dayel est très jeune. Il est timide et très doux[a 10].

### Personnages secondaires
- Panamon Creel est un voleur vêtu de pied en cap de rouge écarlate. Il a une main coupée remplacée par une pique en fer. Il arbore une petite moustache coupée court et une chevelure sombre striée de gris[a 18].
- Keltset Mallicos est un troll muet portant des braies coupées aux genoux. Il a à son cou et à ses poignets des cercles de métal. Il est de taille imposante, a la peau sombre, un front saillant et des yeux enfoncés dans leurs orbites[a 18].
- Palance Buckhannah est le fils aîné du roi Ruhl de Callahorn. Il est blond et barbu. Il porte une longue tunique pourpre frappée aux armes du faucon[a 26].
- Shirl Ravenlock est une descendante de la première dynastie de Callahorn. Elle a des cheveux roux foncés, une peau brun foncé et une silhouette mince et gracieuse[a 23].
- Janus Senpre est un capitaine de l'armée de Callahorn. Il est l'officier le plus gradé de la ville de Kern[a 23].

## Analyse

### Thèmes abordés
Le thème principal de L'Épée de Shannara est la présentation d’« hommes ordinaires placés dans des situations extraordinaires » et menés par un héros improbable et réticent,. Terry Brooks attribue à Tolkien l'introduction de ce thème de l'héroïsme ordinaire dans la fantaisie épique traditionnelle et admet l'influence que cela a eu sur son propre récit. Il reconnaît que Shea et Flick Ohmsford ont des habits « taillés dans le même rouleau de tissu que Bilbo et Frodon Sacquet ». Pour lui, le génie de Tolkien est de faire « du personnage central non pas un dieu ou un héros, mais un simple homme à la recherche d'un moyen de faire ce qui est juste ». Brooks emmène à l'aventure les jeunes lecteurs grâce à la construction poussée de ses personnages. À travers le récit, l'auteur propose de leur révéler l'importance des choix dans le monde réel où s’entremêlent des problèmes éthiques et sociétaux. Bien qu'avant tout une œuvre de divertissement, le livre met en avant des motivations de personnages très humains. Brooks importe d'autres thèmes de Tolkien comme le fait que la connaissance doit être accompagnée de responsabilité ou que l'isolationnisme n'a aucun sens.
Brooks crée un monde post-nucléaire où la magie a succédé à la science comme source de connaissances,,. La Terre est désormais influencée par la magie et la sorcellerie. Les conséquences de la guerre nucléaire permettent également à l'auteur de présenter les nouvelles races des nains, des trolls et des gnomes comme des humains ayant muté. Terry Brooks précise : « Je ne me vois pas comme quelqu'un de pessimiste, donc je ne crois pas avoir jamais pensé que nous nous détruirions. Mais cela m'inquiète que nous en soyons non seulement capables, mais que nous jouions périodiquement avec cette idée. Une erreur suffirait. Quoi qu'il en soit, son usage en toile de fond de L'Épée de Shannara relève plus de l'avertissement que de la prophétie. Il était également nécessaire de détruire la civilisation afin d'étudier ce que cela voudrait dire d'avoir à la reconstruire en utilisant la magie. Une civilisation détruite par un mauvais usage du pouvoir est quelque peu méfiante ensuite quant à ce que peut faire un nouveau pouvoir ».
Le druide Allanon sert de mentor aux jeunes talents en devenir. Il les guide dans le voyage initiatique qui les mènera jusqu'à la maturité. Le druide encourage également les jeunes gens à respecter la terre et à se préoccuper de l'environnement. Pour Brooks, « l'environnement est un personnage de mon histoire et joue presque toujours un rôle majeur sur l'évolution de l'histoire. J'ai toujours cru que la fantaisie, parce qu'elle prend place dans un monde imaginaire avec au moins quelques personnages imaginaires, doit faire en sorte que le lecteur se sente chez lui dans ce décor. Cela implique qu'il faut donner vie au décor pour le lecteur, et c'est vraiment l'objectif de la création d'un environnement en tant que personnage. De plus, je suis un écologiste convaincu, donc je passe beaucoup de temps à protéger l'environnement et à m'inquiéter que l'on n'agisse pas assez ».

### Influence de Tolkien

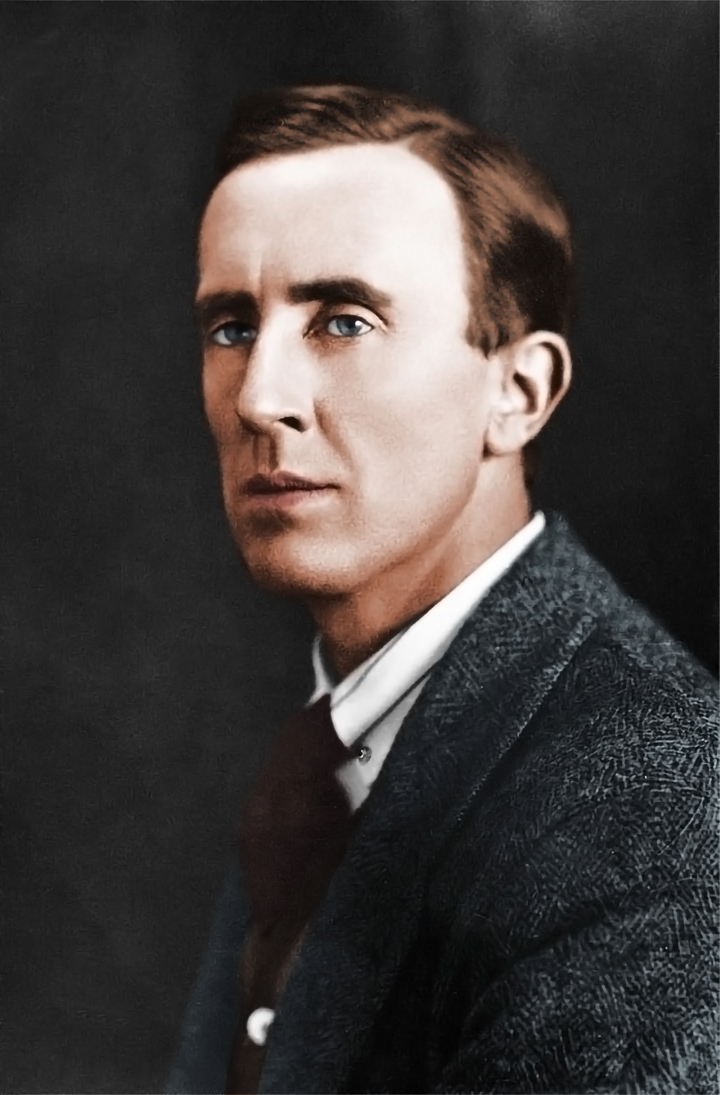
J. R. R. Tolkien photographié dans les années 1940.

Terry Brooks admet les influences évidentes de J. R. R. Tolkien sur son livre,,,, mais également celles de son éditeur Lester del Rey, de la mythologie et des civilisations et cultures antiques. Dès sa sortie, de nombreux critiques découvrent que Brooks s'est en effet fortement inspiré du Seigneur des anneaux de Tolkien,. En 1978, l'auteur de fantaisie et éditeur Lin Carter décrit L'Épée de Shannara comme « le plagiat le plus éhonté et total d'un autre livre que j'aie jamais lu ». Selon Carter « Terry Brooks n'essaie pas d'imiter la prose de Tolkien. Il lui dérobe simplement son intrigue et l'intégralité de ses personnages, et il le fait si maladroitement et lourdement que c'est presque comme s'il vous mettait le nez dedans ». Il va même jusqu’à qualifier le travail de Brooks de « crime de guerre sur un livre ».
En 1980, l'universitaire Brian Attebery accuse L'Épée de Shannara d'être « du Tolkien mal assimilé ». Selon lui le livre « tente d'évoquer l'émerveillement sans l'âme ou les émotions et il menace de réduire l'accomplissement artistique de Tolkien à une simple formule. On n'y trouve rien qui n'est pas dans son modèle — Shannara est particulièrement criant dans sa correspondance point par point » avec Le Seigneur des anneaux. Dans un cours d'écriture, l'auteur Orson Scott Card indique que lorsqu'il a lu L'Épée de Shannara, il en a rapidement déduit que « la seule source de Brooks est Le Seigneur des anneaux ». Il a « détecté beaucoup trop d'influence et pas assez de vision originale ». Card n'accuse pas Brooks de plagiat. Il trouve que ce qu'il a fait est « artistiquement déplaisant ».
En 2001, le spécialiste et biographe de Tolkien Thomas Alan Shippey indique que le roman est notable pour « son obstination à suivre Tolkien point par point ». Shippey et d'autres critiques pointent dans le roman de Brooks les équivalents avec Le Seigneur des anneaux : le héros improbable de Brooks n'est plus un humble hobbit mais un orphelin et son anneau magique est remplacé par une épée magique,, le druide ou sorcier Allanon est Gandalf,, le nain Hendel est Gimli, les deux elfes Durin et Dayel sont Legolas, les deux humains Menion et Balinor sont Aragorn et Boromir, le gnome Orl Fane convoite l'épée comme Gollum l'anneau unique et les porteurs de Crâne sont les Nazgûl,. Shippey note également les similarités dans l'intrigue : le voyage vers Fondcombe (Culhaven), l'arrêt à Lothlórien (Storland), la chute de Gandalf dans la Moria, la séparation de la communauté suivie de son retour, et l'arrivée des Rohirrim à la bataille des Champs du Pelennor, entre autres. Shippey attribue son succès à l'explosion de la fantasy qui suivit Tolkien : « Ce que semble montrer L'Épée de Shannara est que de nombreux lecteurs ont développé un goût (une dépendance) pour le merveilleux héroïque si fort que s'ils sont incapables d'obtenir de l'authentique, ils se rabattent sur n'importe quel substitut, aussi dilué fut-il ».
Brooks reprend également la figure du diabolique adversaire des héros, le maléfique Sauron. Il est lui-même un descendant du Satan du Paradis perdu (1667) de John Milton et du Méphistophélès du Faust (1808) de Johann Wolfgang von Goethe. Brona, le méchant de Brooks est issu de l'élite druidique. Il a utilisé des sciences interdites pour acquérir l'immortalité mais est devenu un être mauvais n'aspirant plus qu'à dominer le monde. Il n'est plus qu'une silhouette noire sans visage.
En 2001, l'auteur Gene Wolfe défend Brooks, dans le magazine britannique Interzone. Il écrit que « Terry Brooks a souvent été décrié pour avoir imité Tolkien, notamment par les critiques qui trouvent ses livres inférieurs à ceux de Tolkien. Je peux seulement dire, c'est que j'aimerais qu'il y ait plus d'imitateurs — nous en avons besoin — et que toutes les imitations d'un si grandiose original ne peuvent être qu'inférieures ».
En avril 1977, dans The New York Times, l'auteur Frank Herbert prend la défense de Brooks. Il demande aux critiques de ne pas blâmer l'auteur « pour être entré dans le monde des lettres à travers la porte de Tolkien. Chaque écrivain a une dette semblable envers ses prédécesseurs. Certains admettront que la dette de Tolkien est tout aussi évidente. La structure mythologique classique est profondément implantée dans la société occidentale. C'est pourquoi il ne faudrait pas s'étonner de retrouver ces éléments dans L'Épée de Shannara. Vous y trouverez le jeune prince en quête de son graal ; les pouvoirs secrets de la nature ; le magicien ; le vieux sage ; la mère sorcière ; le sorcier malveillant et menaçant ; le talisman sacré ; la reine vierge ; le fou ; et tous les autres attributs arthuriens ». Selon l'auteur « Dans les derniers chapitres arrivent les innovations brooksiennes : le troll, profond et muet, dont les actions sont donc bien plus importantes que n'importe quelle parole ; le druide sinistre, qui change vraiment de caractère dans la deuxième moitié du livre, devenant bien plus complexe et sournois ». Herbert loue également les personnages maléfiques : « Ah, les monstres de ce livre. Brooks distille l'horreur d'une façon qui renvoie aux ombres de l'enfance, à l'époque où la caractéristique essentielle d'une créature terrifiante est qu'on ne connaît pas sa forme ni ses intentions. On sait seulement que c'est nous qu'elle veut. Le porteur du crâne aux ailes noires, par exemple, est plus qu'un simple euphémisme de la mort ».
La nature de l'épée de Shannara est l'un des éléments originaux qu'apporte Brooks. Il s'agit d'une idée apportée par Lester del Rey lors des réécritures. En effet son pouvoir ne fonctionne que si on croit en elle. C'est la croyance en l'épée révélatrice de vérité, qui permet à Shea de détruire l'invincible Roi Sorcier. Elle impose la réalité au maléfique sorcier : il est mort depuis longtemps. Il ne peut donc pas prolonger l'illusion de sa survie.
Dès son deuxième livre en 1982, et même s'il s'agit toujours de fantaisie, Terry Brooks s'éloigne du modèle établi par Tolkien et innove.

## Accueil
Les critiques de L'Épée de Shannara à sa sortie sont diverses. Le magazine universitaire Choice trouve que le roman est « exceptionnellement bien écrit, parfaitement lisible, une bonne entrée dans ce genre littéraire » et qu'il « sera particulièrement prisé par les adolescents intelligents ». Le journal The Pittsburgh Press trouve que « l'esprit de Tolkien s'est réincarné dans l'épopée fantastique de Terry Brooks L'Épée de Shannara ». Le journaliste pense que le roman se situe « dans ce qu'on peut appeler la tradition de Tolkien. Mais, Tolkien lui-même ne faisait que suivre une tradition profondément enracinée dans le fantastique et le folklore médiéval ». Franck Herbert critique le livre dans le New York Times sur presque une demi-page. Selon Terry Brooks sa critique est « ni trop enthousiaste, ni injustement critique, c'était une évaluation objective et juste des efforts d'un auteur débutant ».

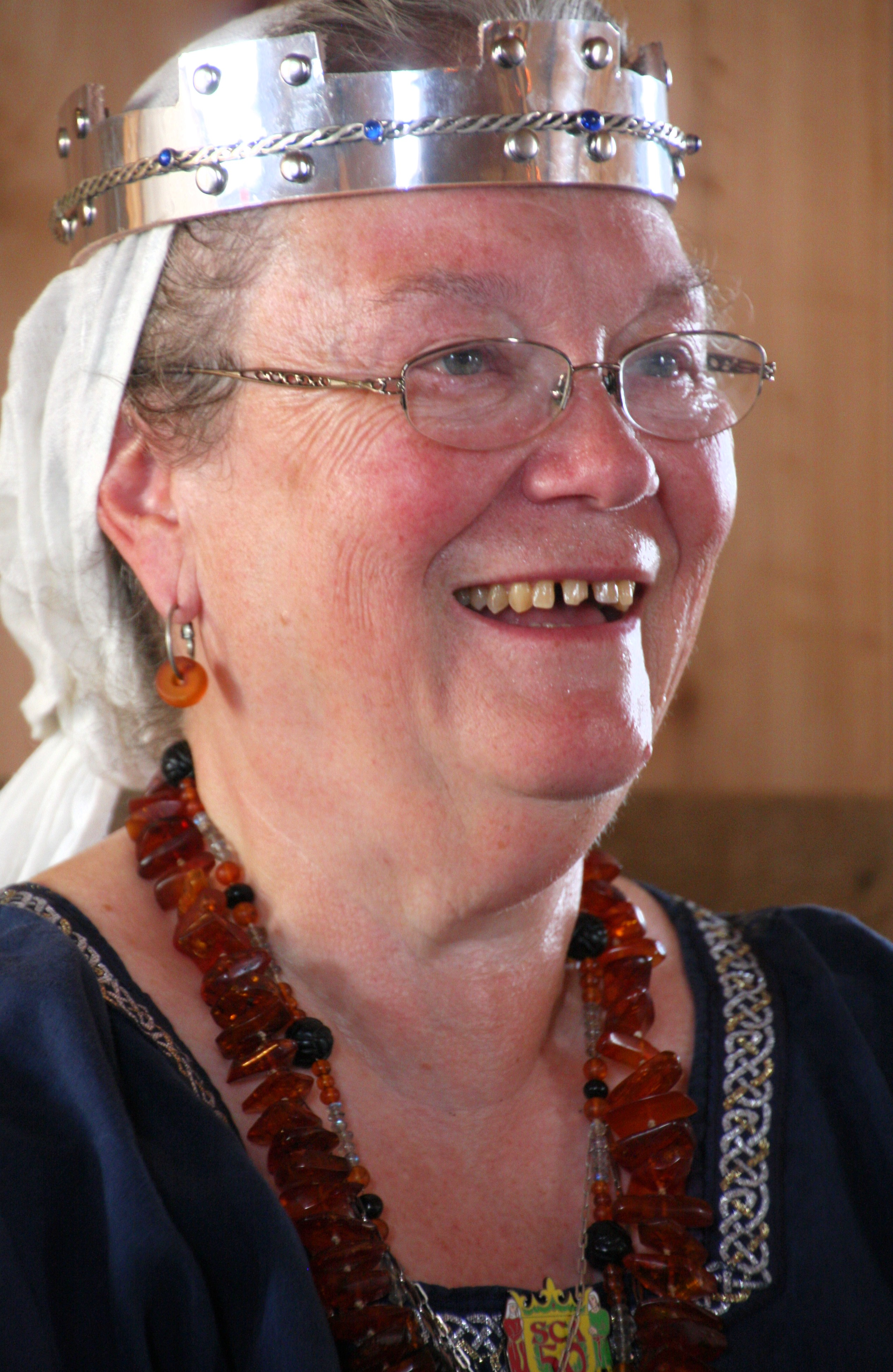
L'écrivaine Diana Paxson en 2016.

L'auteur John Calvin Batchelor trouve que Brooks « copie sans vergogne Le Seigneur des Anneaux ». Cependant, il admet que le livre « fait le travail » et emmène son lecteur dans des aventures excitantes. Le magazine Saturday Review accuse Brooks d'avoir surpeuplé « son livre lourdaud avec toutes sortes d'aventures sanglantes et bravaches en n'utilisant jamais un mot là où il peut en utiliser deux ». En 1979, dans leur ouvrage sur la fantaisie, Robert Boyer, Marshall Tymm et Kenneth Zahorski trouvent le livre « problématique » en raison de sa « forte imitation de Tolkien », mais notent quand même qu'il est « bien écrit dans l'absolu ». Les auteurs citent quelques différences avec Tolkien, comme l'usage d'un cadre post-apocalyptique, le personnage de Panamon Creel et la fin « inattendue découlant de la nature de l'épée »,. La même année, le professeur Roger C. Schlobin explique que le livre est un roman « post-apocalyptique décevant, à la manière de Tolkien, sur la quête d'une épée magique par une compagnie de héros au milieu d'une lutte entre les forces du mal et les elfes ». En 1983, dans son analyse du livre, Christine Watson indique que les emprunts faits à Tolkien « desservent l'histoire captivante de Brooks ». Cependant le livre « ne se résume pas à une histoire déjà racontée ; il utilise les idées de la quête pour un artefact et de la confrontation finale entre le bien et le mal d'une manière à les rendre propres à son auteur ». En 1984, la romancière Diana Paxson est si cinglante envers le roman qu'elle ne laisse pas à Brooks une place dans la liste d'auteurs qui, selon elle, sont les héritiers de Tolkien. Elle écrit qu'il « est inutile d'indiquer les aspects du livre qui montrent l'influence de Tolkien. L'intrigue, les personnages, etc. sont aussi étroitement liés au Seigneur des Anneaux sans pour autant relever du plagiat. Là où l'imitation est impossible, un archétype tout aussi usé est employé. Un dérivé flagrant n'est pas la même chose qu'un développement d'une tradition ».
En 1999, selon le bibliothécaire et écrivain Neil Barron, Brooks a perdu dans son ouvrage la force narrative qu'avait Tolkien. Il se désole que seule la toile de fond, « un monde futur dévasté par des guerres nucléaires », soit originale. En 2003, le site Elbakin.net indique que Terry Brooks propose un Seigneur des anneaux revisité avec les personnages et évènements marquants du roman de Tolkien « même si Brooks les maquille suffisamment ». Pour le critique L’Épée de Shannara « se lit sans temps mort » mais les évènements ont « toutefois là encore un goût de déjà-vu ». En 2015, le romancier Aidan Moher écrit qu'il adore Tolkien mais qu'il trouve sa prose sèche et ses personnages difficilement attachants. En fusionnant le style d'Alexandre Dumas et d'Arthur Conan Doyle avec la construction d'un monde à la Tolkien, Brooks présente aux lecteurs un « formidable morceau de fiction pop-corn ».

## Postérité
Lors de sa sortie en librairie, l'épopée fantaisie L'Épée de Shannara se vend à plus de 125 000 exemplaires en un mois. Il s'agit du premier ouvrage de littérature de l'imaginaire à figurer sur la liste des meilleures ventes de livres du New York Times,,,,,. Il y reste pendant vingt-six semaines. Ce succès entraîne, dans les années 1980, une explosion du genre fantaisie,,,. Avant Shannara, aucun auteur de fantaisie hormis J. R. R. Tolkien n'a réussi à attirer le grand public,,.

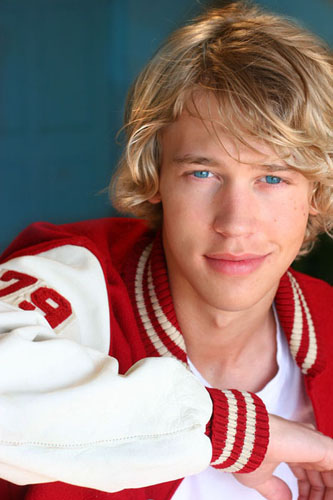
L'acteur Austin Butler en 2008. Il est l'interprète de Wil Ohmsford, le petit-fils de Shea dans Les Chroniques de Shannara.

Le critique David Pringle explique que l'année 1977 marque un tournant pour la fantaisie. Non seulement c'est l'année de publication à titre posthume du Silmarillion de J. R. R. Tolkien mais aussi celle de deux succès de librairie par des écrivains américains qui n'auraient sans doute pas été publiés sans Tolkien. Il s'agit de L'Épée de Shannara et de la trilogie Les Chroniques de Thomas l'incrédule (1977-1979) de Stephen R. Donaldson. Ces deux œuvres lancent « l'ère de la grosse fantasy commerciale, un genre de roman qui a fait la richesse de ses auteurs et éditeurs ». Pringle accorde à Brooks le mérite d'avoir « démontré en 1977 que le succès commercial du Seigneur des anneaux n'était pas un coup de veine, et que la fantasy avait le potentiel de devenir un genre grand public ».
L'association des bibliothèques américaines lui décerne le titre de meilleur livre pour adolescents de l'année 1977,.
Le succès de L'Épée de Shannara permet à Terry Brooks de sortir dans la même maison d'édition deux suites : Les Pierres elfiques de Shannara (1982) et L'Enchantement de Shannara (1985). Bien que se déroulant dans le même univers, ces trois livres racontent des histoires indépendantes. Le deuxième livre parle de Wil Ohmsford, le petit-fils de Shea. Le troisième est centré sur Brin et Jair Ohmsford, la fille et le fils de Wil. Suffisamment établi en tant qu'auteur, Brooks quitte son travail d'avocat. Il rédige alors un roman par an. La majorité d'entre eux se déroulent dans l'univers de Shannara,. Tous ses ouvrages sont des succès de librairie.
En plus de la trentaine de livres et nouvelles qui la constitue, la saga Shannara comporte plusieurs éléments d'autres médias. D'abord en 1995, un jeu vidéo Shannara est édité pour DOS et Microsoft Windows. Il met en scène Jak Ohmsford, le fils de Shea. Ensuite en 2008, vient la bande dessinée Le Spectre de Shannara. Elle sert d'épilogue à L'Enchantement de Shannara avec pour héros Jair Ohmsford. Enfin de 2016 à 2017 est produite une série télévisée intitulée Les Chroniques de Shannara. Il s'agit d'une adaptation de Les Pierres elfiques de Shannara avec Austin Butler dans le rôle de Wil.